# Olsker
Olsker (udtales med langt "O") er et meget lille bysamfund i Olsker Sogn på det nordlige Bornholm. 
Den er kendt for en af Bornholms fire rundkirker: Sankt Ols Kirke, den store antikvitetshandel, behandlingshjemmet Sct. Ols. Olsker havde tidligere en Brugsforretning og en mølle - Bakkemøllen - der som en af de sidste møller producerede brødmel. 
Frem til kommunesammenlægningen på Bornholm pr. 1. januar 2003 eksisterede Olsker Centralskole for elever fra Olsker sogn - inkl. Tejn. Skolen havde klassetrin fra børnehaveklassen til 7. klasse, hvorefter eleverne fortsatte på Allinge-Sandvig Borgerskole. Ved kommunesammenlægningen blev skolen nedlagt, men er fortsat skole - Kildebakkeskolen - for elever med særlige behov. 
Olsker havde og har desuden en række mindre håndværkervirksomheder. 
55°14′26″N 14°47′50″Ø / 55.24056°N 14.79722°Ø